# God Is a Dancer
«God Is a Dancer» (с англ. — «Бог – танцовщица») ― песня голландского диджея Tiësto и британской певицы Мейбел. Он был выпущен лейблом Musical Freedom 20 сентября 2019 года в качестве третьего сингла с шестого студийного альбома Tiësto — The London Sessions (2020). Песня также включена в качестве бонус-трека в цифровых и потоковых версиях дебютного студийного альбома Мейбел ― High Expectations (2019).

## История
Мейбел анонсировала выпуск песни в своем Instagram строками Are You Feeling That Fire? и Cause the Music Is on the Way 17 сентября 2019 года. 18 сентября 2019 года Tiësto опубликовал дату релиза и обложку в своих социальных сетях. После релиза был создан веб-сайт с названием песни. Сингл был доступен для предварительного сохранения в iTunes и Spotify одновременно.
Мейбел исполнила песню на шоу Джонатана Росса 9 ноября 2019 года.

## Трек-лист
| №  | Название          | Длительность |
| -- | ----------------- | ------------ |
| 1. | «God Is a Dancer» | 2:48         |

| №  | Название                     | Длительность |
| -- | ---------------------------- | ------------ |
| 1. | «God Is a Dancer» (Acoustic) | 2:53         |

| №  | Название                             | Длительность |
| -- | ------------------------------------ | ------------ |
| 1. | «God Is a Dancer» (James Hype Remix) | 2:53         |

## Чарты
| Чарт(2019—2020)                            | Высшая позиция |
| ------------------------------------------ | -------------- |
| Бельгия/Фландрия (Ultratop 50)             | 48             |
| Бельгия/Валлония (Ultratip Bubbling Under) | 25             |
| СНГ (TopHit)                               | 7              |
| Croatia (HRT)                              | 22             |
| Чехия (Rádio — Top 100)                    | 36             |
| Европа (Billboard Euro Digital Song Sales) | 17             |
| Германия (GfK)                             | 95             |
| Greece (IFPI)                              | 93             |
| Венгрия (Dance Top 40)                     | 24             |
| Венгрия (Rádiós Top 40)                    | 15             |
| Венгрия (Single Top 40)                    | 39             |
| Ирландия (IRMA)                            | 25             |
| Lithuania (AGATA)                          | 72             |
| Нидерланды (Dutch Top 40)                  | 16             |
| Нидерланды (Single Top 100)                | 37             |
| New Zealand Hot Singles (RMNZ)             | 16             |
| Польша (Polish Airplay Top 100)            | 12             |
| Россия (TopHit)                            | 6              |
| Шотландия (OCC Scotland)                   | 9              |
| Словакия (Rádio — Top 100)                 | 68             |
| Slovenia (SloTop50)                        | 48             |
| Швеция (Sverigetopplistan)                 | 56             |
| Великобритания (OCC UK Singles)            | 15             |
| США (Billboard Dance Club Songs)           | 1              |
| США (Billboard Hot Dance/Electronic Songs) | 13             |

| Чарт(2019)                                | Позиция |
| ----------------------------------------- | ------- |
| CIS (Tophit)                              | 154     |
| Netherlands (Dutch Top 40)                | 77      |
| Poland (ZPAV)                             | 81      |
| Russia Airplay (Tophit)                   | 132     |
| Чарт(2020)                                | Позиция |
| Hungary (Rádiós Top 40)                   | 62      |
| US Hot Dance/Electronic Songs (Billboard) | 57      |

## Сертификации
| Регион                                                                      | Сертификация | Продажи |
| --------------------------------------------------------------------------- | ------------ | ------- |
| Польша (ZPAV)                                                               | Платиновый   | 50 000  |
| Великобритания (BPI)                                                        | Золотой      | 400 000 |
| Данные о продажах + прослушиваниях приведены только на основе сертификации. |              |         |